# Chief Justice (Ghana)
Chief Justice sind in Ghana die obersten Richter des Supreme Court of Ghana, dem obersten Gerichtshof im  ghanaischen Gerichtssystem.
Bisherige Amtsträger waren:
- Sir David Patrick Chambers; 1876–1878
- P. A. Smith Esq.; 1878–1879
- Sir James Marshall; 1880–1882
- N. Lessingham Bailey Esq.; 1882–1886
- H. W. Macleod; 1886–1889
- J. T. Hutchinson Esq.; 1889–1895
- Sir William Brandford Griffith; 1895–1911
- Philip Crampton Symly; 1911–1928
- Sir George Campbell Deane; 1929–1935
- Sir Philip Bertie Petrides; 1936–1943
- Sir Walter Harrangin; 1943–1947
- Sir Mark Wilson; 1948–1956

Nach der Unabhängigkeit:
- Sir Kobina Arku Korsah, Esq.; 1956–1963
- Julius Sarkodee-Addo, Esq.; 1964–1966
- Edward Akufo-Addo, Esq.; 1966–1970
- Nii Amaa Ollennu; im Jahre 1970
- Edmund Alexander Lanquaye Bannerman, Esq.; 1970–1972
- Samuel Azu Crabbe, Esq.; 1972–1977
- Fred Kwasi Apaloo, Esq.; 1977–1986
- E. N. P. Sowah, Esq.; 1986–1990
- Philip Edward Archer, Esq.; 1991–1995
- Isaac Kobina Abban, Esq.; 1995–2001
- Edward Kwame Wiredu Esq.; 2001–2003
- George Kingsley Acquah; 2003–2007
- Georgina Theodora Wood; 2007–2017
- Sophia Akuffo; 2017–2019
- Kwasi Anin-Yeboah; 2020–2023
- Gertrude Torkornoo; seit 2023